# Alekhine's Gun (vídeo game)
Alekhine's Gun (anteriormente conhecido como Death to Spies 3: Ghost of Moscow) é um jogo de vídeo game de ação furtiva em terceira pessoa ambientado durante a Segunda Guerra Mundial e a Guerra Fria, desenvolvido e publicado pela Maximum Games. Foi lançado em 1º de março de 2016, para Microsoft Windows, PlayStation 4 e Xbox One.
É a terceiro jogo na série Death to Spies. Alekhine's Gun apresenta mapas abertos com vários métodos para completar os níveis. O nome é proveniente de uma poderosa formação de xadrez usada pelo ex-campeão mundial Alexander Alekhine em uma partida contra o colega grão-mestre Aron Nimzowitsch.

## Jogabilidade
Alekhine's Gun é um jogo de stealth em terceira pessoa que funciona de modo semelhante à série Hitman. O protagonista é Semyon Strogov, designado como agente "Alekhine", um agente da KGB recrutado pela CIA. A trama ocorre principalmente durante os anos 1960 na Guerra Fria, com missões de flashback definidas na Segunda Guerra Mundial. As onze missões ocorrem em diversos países, como Áustria, Cuba, Alemanha e Estados Unidos. O enredo gira em torno de eventos históricos, como o Invasão da Baía dos Porcos e o assassinato do Presidente dos EUA, John F. Kennedy.
Cada missão possui um esquema não-linear, apresentando várias formas de completar os objetivos. Os jogadores podem escolher diferentes abordagem entre tiroteios diretos ou jogabilidade mais sutil, orientada para a furtividade com o uso de itens como veneno e garrotes, ou encenando "acidentes" como distrações ou meios de eliminar alvos. Cada missão pode ser repetida de forma diferente para melhorar o desempenho do jogador. No final de cada nível, o jogador recebe uma classificação diferente, dependendo do seu estilo de jogo, como "Maniac" ou "Ghost". Eles também são classificados em "barulho", "violência", "precisão" e "profissionalismo". Além disso, são atribuídos pontos que podem ser utilizados para comprar ou melhorar armas e equipamentos.

## Desenvolvimento
O jogo foi anunciado pela primeira vez em 2010 pela Empresa 1C sob o título Death to Spies 3: Ghost of Moscow, desenvolvido pela Haggard Games. Em 2011, a 1C Company retirou-se do contrato de publicação e a Haggard Games continuou a desenvolver o título. Foi lançada uma campanha de crowdfunding no site Indiegogo em 2013, e outro no Kickstarter em 2014, mas ambos falharam. Em junho de 2014, a Maximum Games foi anunciada como o novo editor e desenvolvedor, tornando-o seu primeiro jogo interno.

## Lançamento
O jogo foi originalmente programado para ser lançado em 10 de novembro de 2015, para Microsoft Windows, PlayStation 4 e Xbox One, mas foi adiado para 9 de fevereiro de 2016, devido a um atraso nas versões do console e permitir um lançamento simultâneo a nível mundial. Uma edição de pré-encomenda foi disponibilizada para PlayStation 4 e Xbox One com uma peça de xadrez de edição limitada. Em seguida, foi adiado mais uma vez para 1º de março de 2016.

## Recepção
Alekhine's Gun recebeu críticas negativas, marcando 36/100 no Metacritic, e 40,00% no GameRankings. O jogo foi criticado pelos gráficos e pelos muitos bugs.

Jason Bohn, do Hardcore Gamer, deu ao jogo um 2 de 5, dizendo: "as ideias certas estão no lugar, mas tudo sobre a execução cai de cara. Considerando o quanto eu queria aproveitar isso, o jogador médio provavelmente não será capaz de lidar com uma jogatina completa." Avaliações sobre a diversão proporcionada são mais caridosas, enfatizando a narrativa inovadora e a jogabilidade.

## Sequela possível
No final de 2019, foi anunciado pela Haggard Games que eles haviam recuperado os direitos da franquia Death to Spies da Maximum Games e que iniciaram o desenvolvimento de um novo projeto intitulado Death to Spies X. De tempos em tempos, o estúdio lançava compilações de desenvolvimento do projeto em seu canal no YouTube, mostrando a mecânica dos jogos e como ele foi melhorado em relação ao seu antecessor. Estão atualmente na fase final da fase pré-alfa e planejam iniciar um Kickstarter para o projeco assim que este estiver concluído.